# Abdou Razack Traoré
Abdou Razack Traoré   (Abidjan, 28 de desembre de 1988) és un exfutbolista de Burkina Faso de la dècada de 2010.
Fou internacional amb la selecció de futbol de Burkina Faso. Pel que fa a clubs, destacà Rosenborg BK, Lechia Gdańsk, Gaziantepspor i Konyaspor.

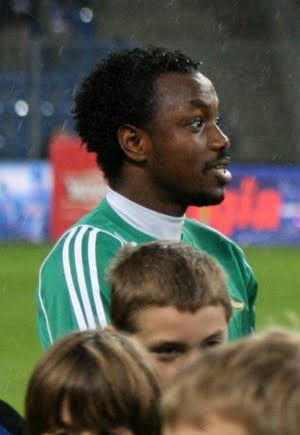
Traoré a Lechia Gdańsk el 2010.